# 芝崎インターチェンジ
芝崎インターチェンジ（しばさきインターチェンジ）は高知県安芸郡奈半利町芝崎にある阿南安芸自動車道（北川奈半利道路・奈半利安田道路）のインターチェンジである。
芝崎ICを境に北川奈半利道路と奈半利安田道路に分かれる。北川奈半利道路は無料の自動車専用道路（国道493号）であり、料金所はない。2020年10月現在、奈半利安田道路は未着工であり、当ICは野友IC側にランプウェイを持つ交差点（三叉路）である。
なお当ICは奈半利安田道路開通後に奈半利ICに改称する可能性がある。

## 接続する道路
- 国道493号

## 歴史
- 2010年8月20日 : 野友IC-芝崎IC間開通に伴い供用開始

## 周辺
- 土佐くろしお鉄道阿佐線 奈半利駅

## 道路関係図
- 阿南・徳島方面 - 北川道路 - 北川奈半利道路 - 奈半利安田道路 - 安芸・高知方面

## 隣
E55 阿南安芸自動車道（北川奈半利道路）
( )野友IC - ( )芝崎IC
E55 阿南安芸自動車道（奈半利安田道路）
( )芝崎IC - (未着工)